# Vladimírův panteon

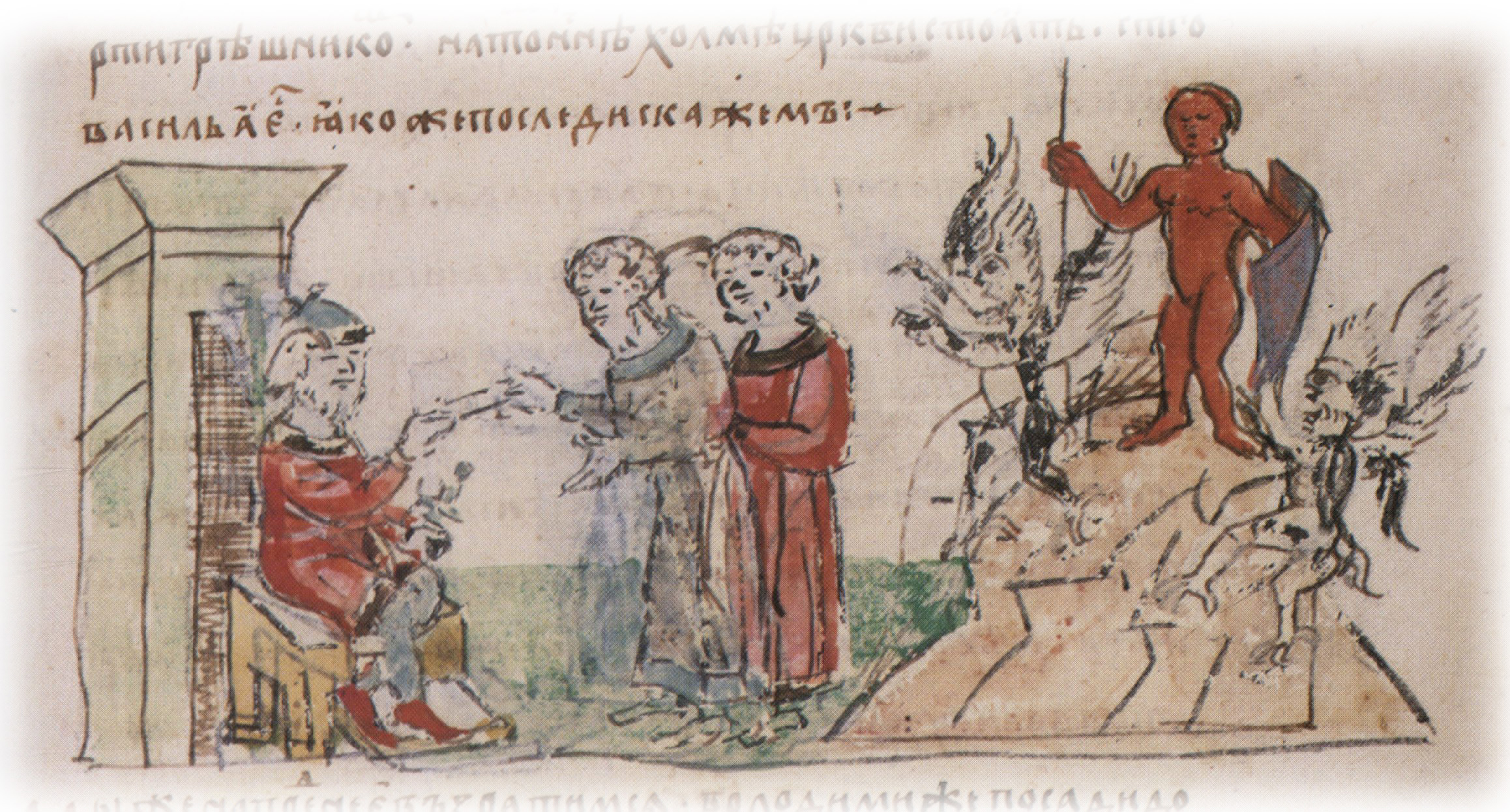
Vladimír uděluje nařízení pod modlou Peruna, 15. století

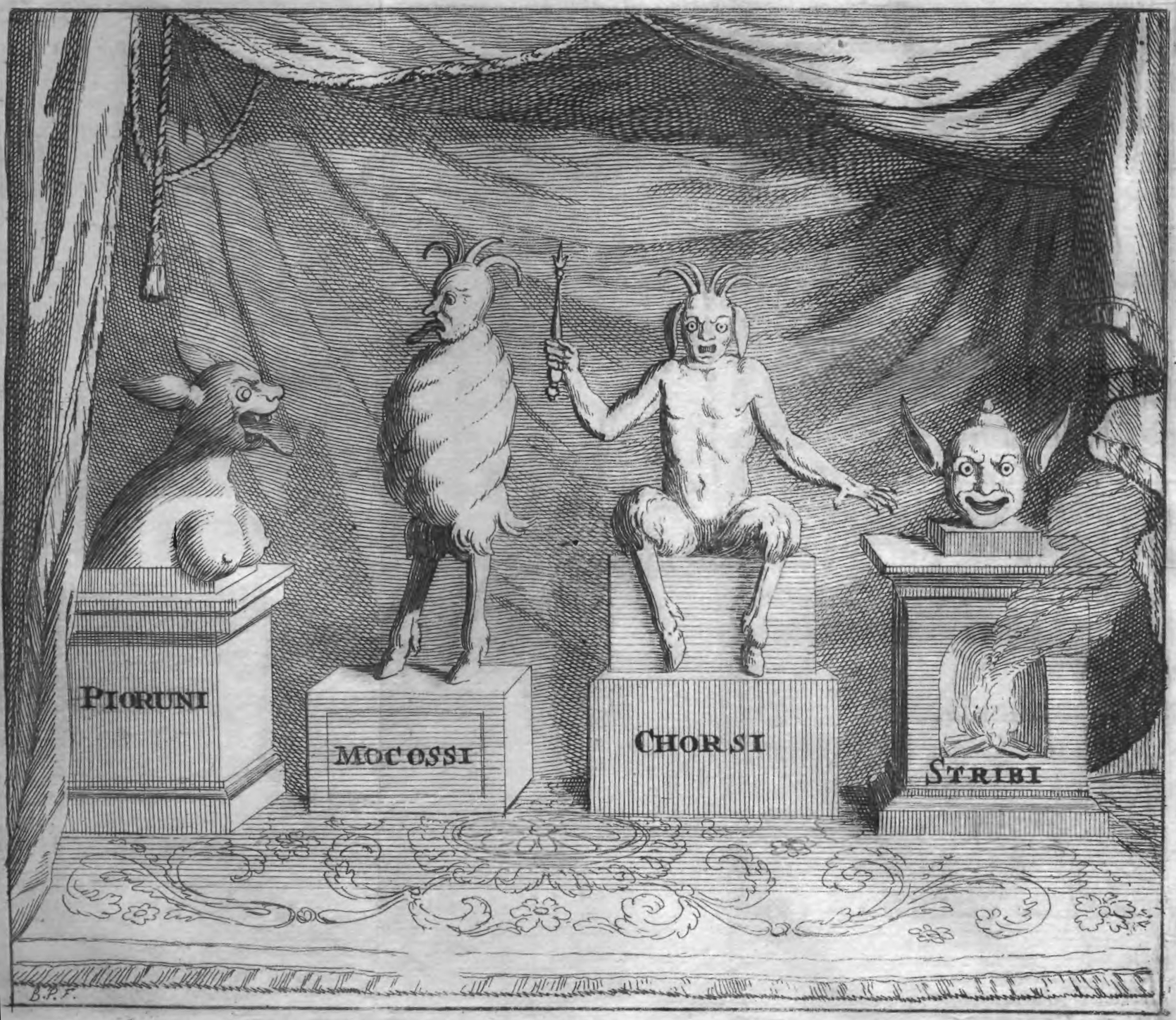
Křesťanská propaganda ze 17. stol. démonizující stará božstva Peruna, Mokoš, Chorse a Striboga

Vladimírův panteon je označení pro božstva jejichž modly postavil kníže Vladimír I. v Kyjevě. Pověst dávných let o nich referuje následovně:
| „ | A postavil na návrší vně opevněného dvorce modly: Perunovi ze dřeva, hlavu jeho ze stříbra a vous ze zlata; také Chorsovi Dažbogovi, Stribogovi, Simarglovi a Mokoši. | “ |

Vytvoření tohoto panteonu je zpravidla chápáno jako státotvorný čin navazující na expanzi kyjevského státu a potřebu jeho vnitřní konsolidace, jak v organizační tak ideologické rovině. V tomto smyslu je chápáno jako náboženská reforma. Nejčastějším vysvětlením jejího smyslu je zařazení božstev podmaněných území a etnik vedle kyjevského Peruna. V panteonu bylo celkem pět bohů:
1. Perun – hromovládce
2. Chors Dažbog – bůh slunce, vykládán jako spojení bohů slovanského a původem íránského
3. Mokoš – bohyně země, matka
4. Stribog – zpravidla vykládaný jako bůh větru
5. Simargl – bůh nejasné funkce, zřejmě mytický pták Simurg

Veles nebyl v panteonu, ale jeho kult byl v Kyjevě přítomný – bůh podsvětí a magie.

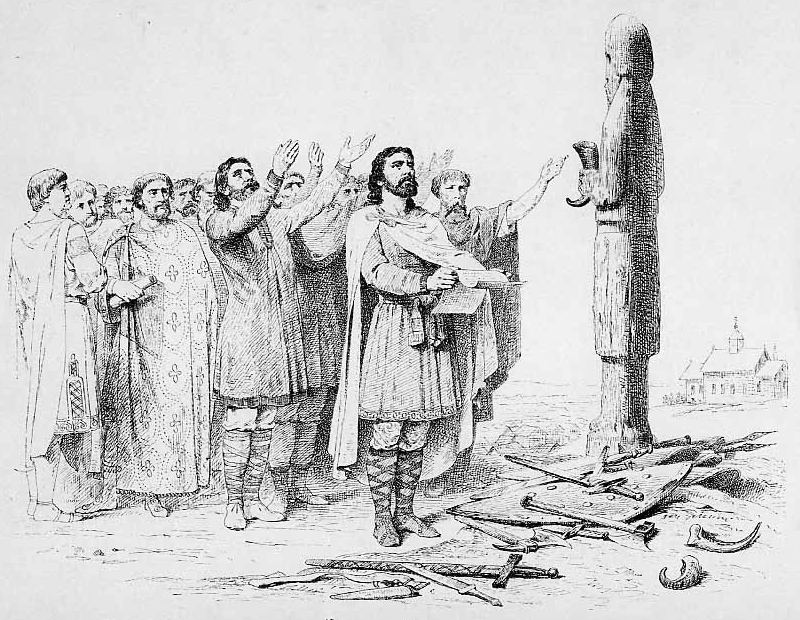
Igor přísahá Perunovi

Podle Igora Frojanova došlo k narušení dominance Peruna již za Svjatoslava což vyvozuje ze smluv s Byzantskou říší kde je jmenován i Veles. K dalšímu rozvoji kultu lokálních božstev podle něj však došlo už za Igora a následovalo především za Vladimíra. Michail Chlenov přisuzuje Polanům Peruna, Drevljanům Dažboga, Novgorodu Chorse, Polocku Striboga a Smolensku Mokoš, ovšem bez jakýchkoliv argumentů. Tuto teorii kritizuje Michal Téra s poukazem na to že složení panteonů v archaických náboženstvích bere ohled na jiné okolnosti než na politické zájmy, což ukazují jiné indoevropské tradice. Myšlenka lokálních božstev odvozovaná z polabského prostředí naráží na fakt že rozdílná jména mohou označovat jedno božstvo. Kromě toho v takovém případě by se v panteonu měli objevit bohové germánští, ugrofinští a baltští protože tato etnika byly součástí kyjevského státu, zatímco Íránci, ač božstva s pravděpodobně íránskými jmény se v tomto panteonu objevují, součástí Rusi nebyli.
Vedle této hypotézy se nabízí jiná, že Vladimír vytvořil panteon tak aby reprezentoval podobu jeho státu. Tak se vedle Peruna objevuje božstvo slunce, větru, země a prostředník mezi světem bohů a lidí. Některá z jmen ve výčtu jsou však velmi zvláštní a vyvstává tak otázka zda skutečně Vladimír vytvořil takovýto panteon. Podle Henryka Łowmiańského tento seznam vytvořil v 80. letech 11. století Nikon, redaktor Pověsti dávných let, který do něj zařadil íránské bohy, s kterými se seznámil během svého působení v Tmutarakaňi. Łowmiański však obhajoval už překonanou teorii slovanského prototeismu, ač Slované byly stejně jako ostatní Indoevropané polyteisty a o božstvech ve výčtu v Pověsti dávných let jsou zmínky i v jiných pramenech. Přesto však nelze říct zda vedle Peruna stály v Kyjevě idoly právě těchto božstev.

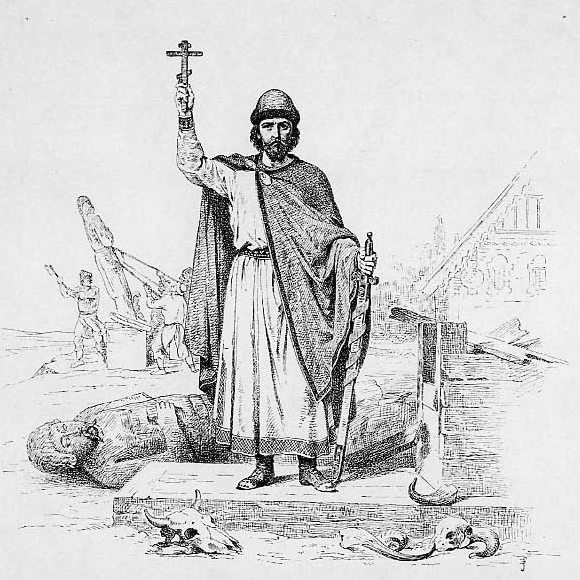
Vladimír zavrhl pohanské bohy a přijal křesťanství

Podle jiných badatelů, Jana Blahoslava Láška a Lea Klejna, však Vladimír panteon nevytvořil, ale pouze znovu vztyčil, idoly starší, podle této hypotézy svržených Jaropolkem. V tom případě všechny modly stály na kyjevském božišti již dříve, jen nebyly na rozdíl od Peruna zmiňovaný v písemných pramenech, podobně jako menší božstva v polabských chrámech. Zmínka o nich by tak byla výsledkem zájmu o Vladimírův křest, ne o ně samotná, a snad také zakrytím faktu že před Vladimír už v Kyjevě existoval křesťanský kníže.
K zániku božiště došlo po přijetí křesťanství Vladimírem v osmdesátých letech 10. století. Po svém návratu do Kyjevě tak nechal zlikvidovat kultovní místa včetně centrálního jak o tom informuje Pověst dávných let.